# Michał Osmola
Michał Osmola (ur. 28 sierpnia 1894 w Wojsławiu k. Mielca, zm. 6 września 1981 w Penrhos) – podpułkownik piechoty Wojska Polskiego, działacz niepodległościowy.

## Życiorys
Michał Osmola wraz z bratem Janem był w 1913 roku współzałożycielem Związku Strzeleckiego w Wojsławiu. Od sierpnia 1914 roku żołnierz 1 pułku piechoty Legionów Polskich. Uczestniczył we wszystkich bitwach Legionów osiągając stopień starszego sierżanta podchorążego oraz stanowisko dowódcy plutonu. Ranny w 1915 roku. We wrześniu 1917 roku po kryzysie przysięgowym wcielony do austriackiego 56 pułku piechoty im. Grafa Daun w Wadowicach i w jego szeregach brał udział w walkach na froncie włoskim jako oficer młodszy. W listopadzie 1918 roku w stopniu podporucznika został przyjęty do Lubelskiego Pułku Piechoty. Będąc od 27 grudnia 1918 roku dowódcą 5 kompanii 23 pułku piechoty w okolicach Rawy Ruskiej uczestniczył w walkach polsko-ukraińskich, a później polsko-bolszewickich. Oficer młodszy od 13 lipca 1919 roku, a następnie dowódca 3 kompanii batalionu zapasowego 22 pułku piechoty. Od lipca 1920 roku we Włodawie dowodził batalionem wartowniczym, a od 1 sierpnia 1920 roku w 22 pułku piechoty dowodził 2 kompanią batalionu zapasowego.
Porucznikiem został mianowany 22 grudnia 1920 roku. Od 19 marca 1921 do 1 maja 1922 roku był przydzielony na kurs oficerów piechoty DOK II w Lublinie, a po powrocie w 22 pułku piechoty w Siedlcach został dowódcą 8 kompanii. Mianowany kapitanem 3 maja 1922 roku, a 20 października tego samego roku w ramach wyrównania stanów został przeniesiony na stanowisko dowódcy 1 kompanii 64 pułku piechoty w Grudziądzu. Od października 1923 roku do lutego 1924 roku w Oficerskiej Szkole Piechoty w Warszawie był na kursie przeszkolenia, a  później wyznaczony został komendantem hufca szkolnego PW Szkoły Budowy Maszyn w Warszawie. Oddelegowany 10 lipca 1924 roku do DOK VIII w Toruniu i wyznaczony oficerem Placu w Grudziądzu. Powrócił do służby w 64 pułku piechoty 3 lutego 1927 roku, a następnie pełnił służbę na różnych stanowiskach m.in. referenta w Biurze Personalnym Ministerstwa Spraw Wojskowych. W 1928 roku w Doświadczalnym Centrum Wyszkolenia w Rembertowie został przydzielony na kurs unifikacyjny dla kapitanów. Od 26 kwietnia do 7 czerwca 1933 roku uczestnik kursu taktyczno-strzeleckiego w Centrum Wyszkolenia Piechoty w Rembertowie. Dowódca batalionu w 4 pułku strzelców podhalańskich w Cieszynie od czerwca 1933 do marca 1937 roku.
Przeniesiony do Korpusu Ochrony Pogranicza w marcu 1937 roku. 4 listopada 1937 roku przydzielono go na dowódcę batalionu KOP „Suwałki”, a dowództwo objął 7 grudnia. Awansowany na podpułkownika z dniem 19 marca 1938 roku. Przebywał od 14 do 19 marca 1938 roku na kursie informacyjnym dowództwa KOP w Warszawie. Od 6 października 1938 do 10 lutego 1939 roku był przydzielony na stanowisko dowódcy Oddziału Wydzielonego KOP „Lwów”, który utworzono do działań asystencyjnych na granicy południowej. Mianowany dowódcą batalionu KOP „Sejny” w dniu 2 stycznia 1939 roku, a dowództwo objął 18 lutego. Po mobilizacji jednostek KOP w 1939 roku na granicy polsko-litewskiej dowodził odtworzonym batalionem KOP „Sejny”. We wrześniu 1939 roku w rejonie Suwałk i Augustowa dowodził zgrupowaniem podczas walk z Niemcami i Armią Czerwoną. W nocy z 23 na 24 września przekroczył granicę polsko-litewską wraz z częścią dowodzonego batalionu. Internowany w obozie w Olicie, w którym został wyznaczony starszym obozu. 
Po ucieczce z obozu w listopadzie 1939 roku przedostał się do Armii Polskiej we Francji, gdzie dowodził plutonem oficerskim w Obozie Wyszkolenia Oficerów w Vichy. W Wielkiej Brytanii przebywał od 1940 roku, gdzie był m.in. zastępcą dowódcy 19 batalionu kadrowego strzelców w 7 Brygadzie Kadrowej Strzelców, pełniącym służbę obrony wybrzeża koło Montrose i Edvell. Był również wykładowcą taktyki w utworzonym w Szkocji Centrum Wyszkolenia Piechoty. Pozostał na emigracji po zakończeniu wojny. Zmarł w Szkocji, a pochowany został w Pwllheli (Walia).

## Ordery i odznaczenia
- Krzyż Niepodległości – 2 sierpnia 1931 „za pracę w dziele odzyskania niepodległości”[3]
- Krzyż Walecznych dwukrotnie – 15 marca 1923 „za czyny orężne w bojach byłego 1-go pp Leg.”[4]
- Złoty Krzyż Zasługi – 19 marca 1931 „za zasługi na polu organizacji i administracji wojska”[5]
- Brązowy Medal za Długoletnią Służbę – 28 maja 1938[a]